# Sodsai Rungphothong
Sodsai Rungphothong (thaï : สดใส รุ่งโพธิ์ทอง, né Wanchai Rodjanawichai) est un chanteur pop thaïlandais,,

## Carrière
Sodsai Rungphothong est chanteur depuis 1973.

## Discographie

### Albums
- Sao Ngam Mueng Phichit (สาวงามเมืองพิจิตร)
- Rak Jang Thee Bang Bakong (รักจางที่บางปะกง)
- Bok Rak Fak Jai (บอกรักฝากใจ)
- Rao Khon Jon (เราคนจน)
- Rak Nong Phon (รักน้องพร)